# Cláudia Pía Baudracco
Claudia Pía Baudracco (22 de outubro de 1970 – 18 de março de 2012) foi uma ativista argentina pelos direitos das mulheres, minorias sexuais e pessoas LGBT.

## Biografia
Baudracco nasceu em 22 de outubro de 1970 em La Carlota, província de Córdoba. Passou a adolescência com a família em Venado Tuerto e depois mudou-se para Buenos Aires.
Devido à sua identidade de género, sofreu assédio e maus-tratos e teve que se exilar por vários anos, primeiro no Uruguai e depois na Europa.

## Ativismo
A 25 de junho de 1993, Baudracco, juntamente com María Belén Correa e outros ativistas, fundou a Associação de Travestis da Argentina (Asociación de Travestis de Argentina) e foi coordenadora até 1995. Mais tarde a organização passou a chamar-se Associação Argentina Travesti Transexuais Transgêneros (Asociación Travestis Transexuales Transgéneros Argentinas, ATTTA). Com o apoio da organização, liderou o movimento pela revogação dos Códigos de Faltas em 15 províncias. Estes códigos criminalizavam as identidades trans. O resultado foi a sua revogação em várias províncias.
Baudracco promoveu a aprovação da Lei de Identidade de Género, que deu às pessoas trans o direito de utilizar o nome de sua escolha e acesso a cuidados de saúde.
Em setembro de 2005, foi fundadora e membro do conselho de administração da Federação Argentina de Lésbicas, Gays, Bissexuais e Trans, FALGBT). Em 2008, realizou diversas atividades de prevenção e investigação como membro do Mecanismo de Coordenação Nacional do Fundo Mundial de Luta contra a SIDA, Tuberculose e Malária, trabalho que desenvolveu com a Direção de SIDA e Doenças Sexualmente Transmissíveis do Ministério da Saúde.
Claudia Pía Baudracco morreu a 18 de março de 2012. Passou grande parte da sua vida sem fazer exames médicos e não pôde tirar partido das disposições de saúde da Lei de Identidade de Género, promulgada pouco depois da sua morte.

## Dia da Promoção dos Direitos das Pessoas Trans
Em homenagem a Claudia Pía Baudracco, a Assembleia Legislativa da Cidade de Buenos Aires aprovou uma lei em 13 de junho de 2013, designando o dia 18 de março como "Dia da Promoção dos Direitos das Pessoas Trans". A lei foi promulgada a 15 de julho.

## Documentário
Em 2015, o documentário Si te viera tu madre… Huellas de una leona (em português: Se a tua mãe te pudesse ver: Pegadas de uma leoa ), dirigido por Andrés Rubiño e coproduzido por Patricia Rasmussen da ATTA, foi apresentado no Salão Raúl Alfonsín do Legislativo de Buenos Aires.

## Reconhecimentos
Com o objetivo de estabelecer linhas de discussão, intervenção em políticas públicas e estudos sobre diversidade sexual na Argentina e na América Latina, Faculdade Latino-Americana de Ciências Sociais, FLACSO Argentina, a Subsecretaria de Políticas de Diversidade Sexual da Província de Santa Fé e a FALGBT criaram as bolsas Claudia Pía Baudracco para estudos de doutorado em ciências sociais.
Em 2012, iniciou-se o desenvolvimento do Archivo de la Memoria Trans, um projeto idealizado por Baudracco e María Belén Correa, que reúne materiais como fotos, vídeos e recortes de jornais para reconstruir uma memória trans argentina. Em 2014, organizou na sede da FALGBT uma peça intitulada La construcción de una Líder, com fotos, cartas e objetos de Baudracco.
Em 2013, foi criada em Mar del Plata a cooperativa têxtil Claudia Pía Baudracco, protagonizada por 14 mulheres trans da região, com o objetivo de ser uma alternativa ao trabalho sexual.
Em 2017, foi inaugurado em Comodoro Rivadavia o Centro de Saúde Inclusiva Claudia Pía Baudracco, a primeira unidade deste tipo na província de Chubut.